# Mimarcaria
Mimarcaria is een geslacht van tweekleppigen uit de  familie van de Arcidae (arkschelpen).

## Soorten
- Mimarcaria aizoi (Sakurai, 1969)
- Mimarcaria diphaeonota (Oliver & Holmes, 2004)
- Mimarcaria incerta (E. A. Smith, 1899)
- Mimarcaria matsumotoi Habe, 1958
- Mimarcaria saviolum Iredale, 1939